# Hochbehälter Lenzfried

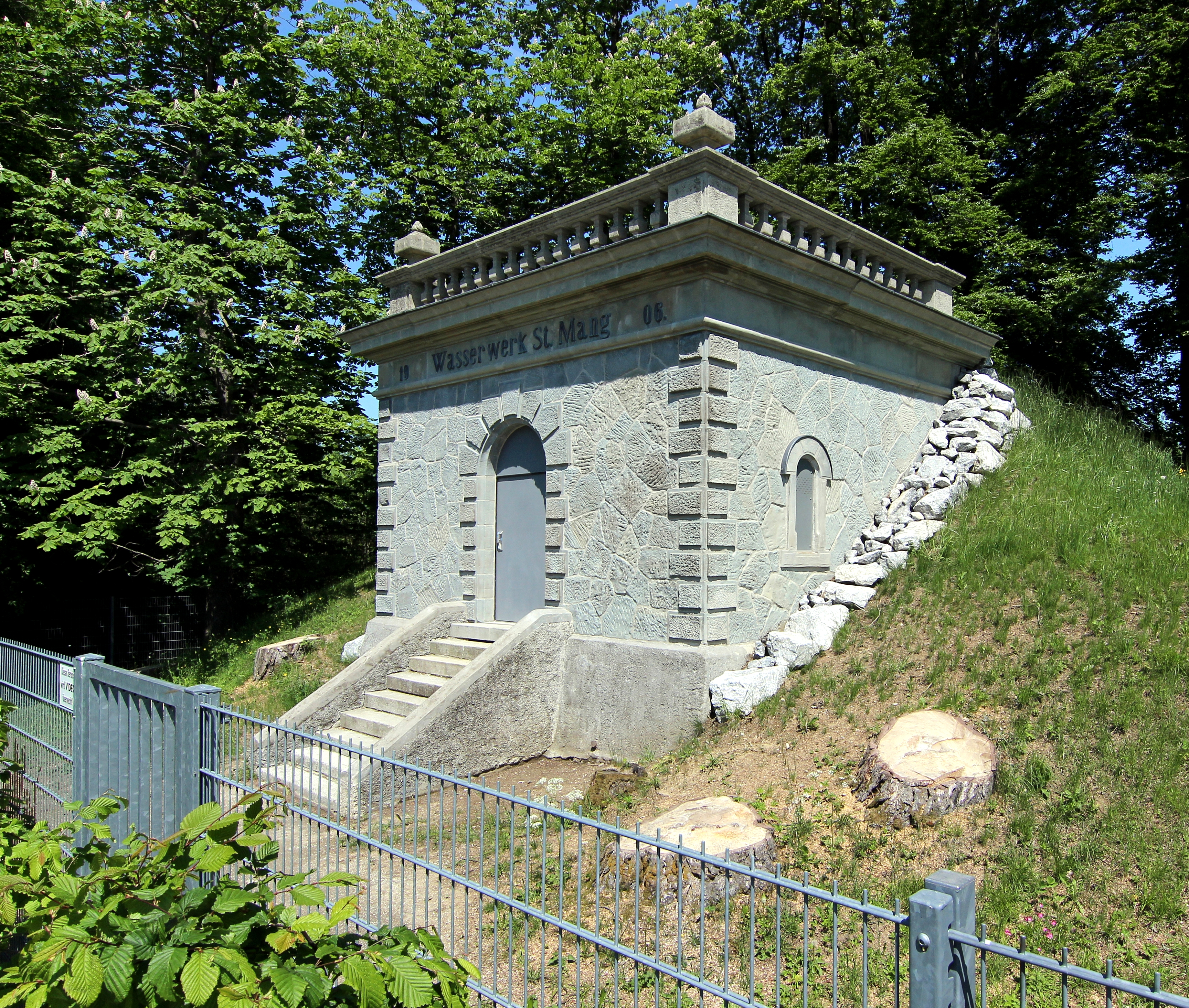
Hochbehälter Lenzfried

Der neobarocke Hochbehälter Lenzfried ist ein 1906 errichtetes Wasserspeicherreservoir in Hinterholz bei Lenzfried, beides jeweils Ortsteile von Kempten (Allgäu). Das denkmalgeschützte Objekt wurde durch den 1972 eingemeindeten Ort Sankt Mang gebaut und war Teil des Wasserwerks St. Mang. Das Bauwerk befindet sich am östlichen Ende des Lenzfrieder Höhenrückens und wurde 2010 bis 2011 außen saniert. Eine Innensanierung erfolgte 2013. Der Behälter hat einen jährlichen Trinkwasserdurchsatz von etwa 800.000 m³ und ein Speichervolumen von 400 m³.
2005 wurde der Hochbehälter durch einen Neubau ergänzt. Diese Erweiterung hat ein Speichervolumen von 5000 m³ und einen Trinkwasserdurchsatz von circa 1.000.000 m³ pro Jahr, sowie einen Überlaufwasserspiegel von 764 Metern über Normalnull.